# Christian Jensen Mørup
Christian Jensen Mørup (døbt 4. november 1732 i Nørup, død 27. april 1800 i Ødum) var en dansk arkitekt. 
Mørup tegnede den nye bygning til Århus Katedralskole i 1761 (den hvide bygning). Han modtog seks rigsdaler for dette arbejde, der er det tidligst kendte af ham. Denne bygning blev ombygget i senklassicistisk stil i 1847 og forhøjet ved samme lejlighed.
I 1759 overtog han arbejdet med ombygningen af Bidstrup Hovedgård efter bygmesterens død. 
Mørup har endvidere tegnet Randers gamle rådhus, Rådhusstræde 1, opført i 1780. Bygningen blev fredet i 1918. 
I 1795 var han bygmester på en ombygning af Skt. Mortens Kirke i Randers. 